# 4228 Nemiro
4228 Nemiro è un asteroide della fascia principale. Scoperto nel 1968, presenta un'orbita caratterizzata da un semiasse maggiore pari a 2,3037490 UA e da un'eccentricità di 0,1365187, inclinata di 5,26383° rispetto all'eclittica.
L'asteroide è dedicato all'astronomo russo Andrej Antonovič Nemiro.